# Agence pour le développement régional du cinéma
Pour les articles homonymes, voir ADRC.
L’Agence pour le développement régional du cinéma (ADRC) est une association loi de 1901, créée en 1983 à l’initiative du ministère de la Culture et du Centre national de la cinématographie (CNC). L’ADRC compte aujourd’hui près de 1400 adhérents, représentant l’ensemble des secteurs impliqués dans la diffusion et l’exploitation cinématographique (collectivités territoriales, exploitants, réalisateurs, producteurs, distributeurs et programmateurs). L'Agence est présidée par Nadège Lauzzana depuis 2019.

## Missions
L’association a pour objet de favoriser la desserte cinématographique de l'ensemble du territoire dans un objectif d’aménagement culturel, notamment en intervenant au profit des zones insuffisamment prises en compte par les mécanismes du marché, et au profit d’une pluralité des films et des publics.
Elle a pour mission de : 
- soutenir la diffusion de copies de films dans les villes petites et moyennes, et aider au maintien d’un réseau de salles diversifié en région ;
- procéder,  dans  le  cadre  de  son  objet  social,  à  toutes  missions  d’assistance  et d’information sollicitées par ses membres ou par tout organisme s’impliquant dans une politique d’amélioration de la desserte cinématographique du territoire ;
- organiser des opérations d’animation, notamment en faveur du cinéma indépendant français et européen ;
- soutenir la diffusion des films du patrimoine cinématographique ;
- soutenir la diffusion des films destinés au jeune public.